# Mulgravea asiatica
Mulgravea asiatica är en tvåvingeart som först beskrevs av Toyohi Okada 1964.  Mulgravea asiatica ingår i släktet Mulgravea och familjen daggflugor. Inga underarter finns listade i Catalogue of Life.